# Kip Niven
Kip Niven, született Clifford W. Niven (Kansas City, Missouri, 1945. május 27. – Kansas City, Missouri, 2019. május 6.) amerikai színész.

## Fontosabb filmjei
- Emergency! (1972–1973, négy epizódban)
- A Magnum ereje (Magnum Force) (1973)
- Ironside (1973–1974, két epizódban)
- Newman's Law (1974)
- Földrengés (Earthquake) (1974)
- Airport '75 (Airport 1975) (1974)
- The Hindenburg (1975)
- S.W.A.T. (1975, egy epizódban)
- A Midway-i csata (Midway) (1976)
- Kalózok Jamaicában (Swashbuckler) (1976)
- Damnation Alley (1977)
- A Fire in the Sky (1978, tv-film)
- The Waltons (1979–1981, négy epizódban)
- New Year's Evil (1980)
- Alice (1981–1985, hat epizódban)
- Hart to Hart (1982, egy epizódban)
- Simon & Simon (1982–1983, két epizódban)
- T. J. Hooker (1985, egy epizódban)
- Crazy Like a Fox (1985, egy epizódban)
- Knight Rider (1986, egy epizódban)
- Spenser: For Hire (1987, egy epizódban)
- Esküdt ellenségek (Law & Order) (1994, egy epizódban)
- Walker, a texasi kopó (Walker, Texas Ranger) (2000, két epizódban)
- Raising Jeffrey Dahmer (2006)
- Jayhawkers (2014)
- Goodland (2017)